# ロシュミット数
ロシュミット数（英: Loschmidt's constant (number), 記号:n0, NL）は、0 °C、1気圧の単位体積の理想気体に含まれる分子数である。
1 mol に含まれる分子数を表すアボガドロ定数 NA = 6.02214076×1023 mol−1 を、理想気体のモル体積 Vm = 22.41396954×10−3 m3 mol−1 で除して求めることができ、その値は、0 °C（273.15 K）、1気圧（101.325 kPa）において、
n0 = NA/Vm = 2.686780111×1025 m−3
である（2018年CODATA推奨値。）。
気体中の分子数は1865年にヨハン・ロシュミットにより気体の熱伝導を用いてこの形で求められた。しかし、科学分野の発展と共に、定義が明確なアボガドロ定数の方がより基本的な定数として採用されている。
物理学では、1 mol の気体よりも単位体積中の気体の分子数を問題とする場合があり、ロシュミット数も用いられている。
特にドイツ語圏においては、かつてアボガドロ定数のことをロシュミット数と称していたことがある。